# Sonerila hainanensis
Sonerila hainanensis är en tvåhjärtbladig växtart som beskrevs av Elmer Drew Merrill. Sonerila hainanensis ingår i släktet Sonerila och familjen Melastomataceae. Inga underarter finns listade i Catalogue of Life.